# ZENピクチャーズ
株式会社ZENピクチャーズ（英文社名；ZEN-PICTURES Inc.）は、東京都品川区に本社を置く日本の映像制作会社。また、映像ソフト販売・レンタル店「ヒロイン特撮研究所」の運営も行っている。

## 沿革・概要
2004年7月に特撮ヒロインを専門としたVシネマ映像制作会社として設立。
2007年7月からTOKYO MXで「ZENアクションTV」の放送が開始。撮影監督は、佳本周也、岡田勝らが務めた。2008年にヴィジョネアが発売したペイパービューDVDの第一弾として、ZENピクチャーズの「口裂け女」が取り上げられた。後に「電脳戦士アキバリオン」もこの方式で発売された。
2023年1月現在までに856作品をリリースしている。
制作している作品に出演している女優は基本的にブレイク前のグラビアアイドルや地下アイドル、アイドルユニット出身者、企画系AV女優が多く起用される。中にはグラビアアイドルの杉原杏璃、森下悠里、青山ひかる、川崎あや、女子プロレスラーの藤本つかさ、紫雷美央、紫雷イオがこのレーベルの作品に出演後にブレイクしたケースもあり、作品の出演がきっかけとなり後にアクション俳優やプロレスラーに転向した者もいる。
またメジャー所からは宮内知美や及川奈央が起用されたケースもあり、過去の東映製作の特撮作品にヒーロー役で出演経験のある俳優を脇役に起用することもある。かつては子役やジュニアアイドルも積極的に作品に起用していたが、現在は一切起用していない。
以前はGIGAがリリースした作品を15歳以上向けに再編集したバージョンでリリース（または両バージョン同時撮影）したこともあった。
2023年に入ってからは前後編形式によるリリースが続いてるが、担当している監督は前後編とも違う人というスタイルをとっている。（それ以前の前後編ものと違い、ヒロインが前編で勝利するも後編で敵の拷問や攻撃を受け最終的に敗北するバッドエンドというストーリー構成になることが多い。）

## 主な作品
- 星間特捜アサルトライザー
- 鳳神ヤツルギ（製作委員会のプロダクションおよび幹事を担当）
- 退魔巫女戦騎トリプルランサー
- 忍者特捜ジャスティーウィンド
- 太陽の戦士レオーナ

## 主なシリーズ
- バーニングアクション スーパーヒロイン列伝
- ヒロインピンチオムニバス
- 新・ヒロイン危機一髪!!
- ハイパーセクシーヒロインNEXT
- ヒロインアルティメットピンチ
- ヒロインセクシーピンチ

## 監督
- 吉川徹
- 松浦幹三
- 上倉栄治
- 高氏源治
- 東村宗介（ほとんどのZEN作品の脚本も手掛けている）
- 秋葉治
- 梧桐大靖
- 江原潤一

監督を退役した人物
- 岡田勝
- 佳本周也
- 外山政行
- 大塚直樹
- 千葉匡輝

## 主なバイプレイヤー
ZENピクチャーズの作品には特定の役者が脇役として出演するケースが多く、そのうちの大半はGIGAレーベルの作品群にも同様の役で顔を出している。
- 荒ぶる神々（馬場さおり、田中勇紀）（主に東村監督の助演・悪役として出演していたが2023年以降出演が途絶えている）
- 石井儀一（主に指揮官役やヒロインの上司役で出演）
- 漆崎敬介（ヒロインを助けるヒーロー・二枚目系・科学者・悪役など幅広く出演）
- 大迫直子
- 佐原麻衣子（主に松浦監督の助演・悪役として出演）
- 千田義正（スーツアクターとして出演する他、アクション監督としても活動）
- 佐野友祐（主に松浦監督の助演・悪役として出演）
- 橋元優奈（主に東村監督の助演・悪役として出演）
- 平野勝美（主に松浦監督の助演・悪役として出演、2024年死去）
- 藤岡範子（主に東村監督のスタント・悪役として出演）
- 吉野正裕（主に二枚目系の熱血ヒーロー役が多かったが、近年は撮影スタッフとして関わっている）

## イベント
- 『舞台 美少女戦騎ソウルガーディアン』（開催日：2005年、出演：辻彩加、畠山茉耶）
- 『ZENスーパーヒロイン アクションステージ』（開催日：2018年10月18日、会場：赤坂CHANCEシアター、出演：大川成美）
- 『ZENスーパーヒロイン アクションステージ2nd』（開催日：2019年4月6日、会場：新宿LEFKADA、出演：大川成美）
- 『レオーナフェス 2013』（開催日：2023年4月1日、会場：秋葉原 from scratch、出演：大川成美、神楽坂茜、藤岡範子）
- 『レオーナフェス02 autumn』（開催日：2023年9月2日、会場：秋葉原 from scratch、出演：大川成美、佐原麻衣子、藤岡範子）
- 『レオーナフェス03』（開催日：2024年4月6日、会場：秋葉原 from scratch、出演：大成美、神楽坂茜、宮越虹海、藤岡範子）
- 『スーパーヒロイン大決戦 リリースイベント』（開催日：2024年12月7日、会場：秋葉原 from scratch、出演：大川成美、山本夢、神楽坂茜、奈良平愛実、佐原麻衣子、藤岡範子）

## 消滅したレーベル
- BABEL（2008-2010)
- ZEXT（2018-2021)